# Tarquimpol (roman)
Pour l’article homonyme, voir Tarquimpol.
Tarquimpol est un roman québécois paru en 2007 écrit par Serge Lamothe, publié aux éditions Alto. Il a été finaliste au Prix des libraires du Québec dans la catégorie roman en 2008.

## Synopsis
Ce roman écrit à la deuxième personne du singulier se déroule au début du vingt-et-unième siècle. Il raconte l’histoire d’un chercheur hanté par la possibilité que l’écrivain tchèque Franz Kafka ait pu, en 1911, séjourner au château d’Alteville qui a été la propriété de Stanislas de Guaita, un célèbre occultiste et poète français.
Au fil de cette quête, ce narrateur énigmatique découvre le polyamour, une éthique des relations amoureuses où les partenaires sont en relation amoureuse avec plus d'une personne, avec le consentement éclairé de toutes les personnes concernées.

## Genre
La narration au «tu» crée tour à tour une proximité et une distance avec le personnage de ce roman postmoderne.

## Extrait
- « C’est quoi l’amour ? C’est comment ? Elle réfléchit. Elle dit qu’elle ne peut pas répondre, que ce n’est pas facile. Elle parle de choses qui n’ont rien à voir avec l’amour, rien à voir avec le sexe, rien à voir avec toi. Elle parle de couples qui vieillissent ensemble. Tu ris. Elle ne voit pas ce qu’il y a de drôle. Si tu te moques de l’amour, c’est que tu dois avoir un cœur de pierre. Tu dis que le cœur, c’est juste un muscle un peu plus juteux que les autres. Elle pose son beau regard d’écureuil sur toi comme quelqu’un qui sortirait d’un long rêve embué. Tu la sens repartir très loin en elle, bien loin de toi et de tout ce que tu pourrais encore dire de blessant. » (p. 79)
- « Choses et autres découvertes récemment. Que la solitude n’est pas plus nécessaire que l’autre n’est indispensable. Qu’on ne fait, en dernière analyse, qu’un nombre assez limité de choix au cours d’une vie humaine. Qu’on aime. Qu’on peut aimer. Qu’on ne persiste pour rien d’autre. Qu’on aime toujours. Qu’ils s’avancent masqués ou à visage découvert. Qu’ils soient nus ou échoués. Que c’est pour tout ce qu’ils ne peuvent nous donner qu’on les aime tant qu’on en crève à la fin comme des chevaux de foire. » (p. 129)

## Sources
- Éric Paquin dans Voir, « Affinités électives »
- Adeline Corrèze dans Les libraires, « Amours limites »
- Christian Desmeules dans Le Devoir, « Amours, mode d’emploi »